# San Petronio (Miquel Àngel)
El San Petronio és una escultura juvenil de Miquel Àngel, executada entre el 1494 i 1495 trobant-se col·locada a l'Arca de sant Domènec de la Basílica de San Domenico a Bolonya.

## Descripció i característiques
L'obra representa San Petronio, bisbe i patró de Bolonya, va ser executada en un marbre ja esbossat per Niccolò dell'Arca. La figura de 64 centímetres, sosté entre ambdues mans la representació de la mateixa ciutat, voltada per la muralla on es distingeixen les torres Garisenda i dels Asinelli.
S'aprecia la influència de Jacopo della Quercia a la disposició de les vestidures i dels pintors de Ferrara, especialment amb la de Cosmè Tura.